# Autotutela
La autotutela administrativa es la potestad de que dispone la Administración Pública, como sujeto de derecho, para establecer por sí misma (autotutela) lo que es conforme a Derecho, declararlo, imponer unilateralmente derechos y obligaciones a los ciudadanos y hacerlos ejecutar  sin necesidad  de acudir a tribunales de justicia. Todo ello lo hace por sí misma.
La generalidad de las personas particulares que desean cambiar una determinada situación de hecho, no pueden hacerlo ellas directamente, sino que en virtud del principio de paz jurídica deben acudir, a la vía judicial, como órgano encargado de resolver las controversias, para que se reconozcan sus derechos y se ejecuten. Se podría decir que la tutela del orden jurídico en las relaciones entre particulares corresponde al poder judicial.
Las Administraciones Públicas, en muchas legislaciones, por el contrario, disfrutan de la potestad de tutelarse ellas mismas sus derechos. En virtud de esta potestad, que constituye un privilegio, no tienen que someterse a la vía judicial para declarar sus derechos ni para ejecutarlos.

## Caracteres propios de la autotutela
La autotutela constituye un privilegio frente a los ciudadanos particulares, que no pueden actuar igual que la Administración Pública.
El privilegio de la autotutela de la Administración no significa que su actuación no esté sujeta, en último término, al control de los jueces. Lo único que implica es que sus normas y actos administrativos se presumen legítimos y por tanto son, por eso  ejecutivos y susceptibles de ejecución forzosa, aunque en definitiva habrán de ser los tribunales quienes han de tener la última palabra sobre sí la actuación administrativa se ajusta a Derecho.

## Clases
Tradicionalmente se divide la autotutela administrativa en dos categorías declarativa y ejecutiva, de forma paralela con las dos fases del proceso judicial. 
- La autotutela declarativa: Todos los actos administrativos, salvo lo que expresamente niegue la Ley, son ejecutorios, obligan al cumplimiento inmediato, aunque algún sujeto pueda discrepar sobre la legalidad del acto. Modifica por tanto la realidad jurídica de forma inmediata; le otorga a la Administración un poder de “decir el Derecho” similar al que ostentan los jueces cuando ejercen su función. Por tanto se puede decir que existe una presunción de legitimidad de los actos administrativos.

- La autotutela ejecutiva va más allá y permite a la Administración trasladar los actos declarativos a la realidad fáctica frente a la resistencia de los afectados y constituye una ejecución forzosa de los propios actos de la Administración cuando los destinatarios se resistan al cumplimiento.